# Kamylle Frenette
Pour les articles homonymes, voir Frenette.
Kamylle Frenette, née le 4 juillet 1996 à Dieppe au Nouveau-Brunswick, est une paratriathlète canadienne concourant en catégorie PTS5. Elle est médaillée de bronze aux championnats du monde de paratriathlon 2022.

## Biographie
Kamylle Frenette naît le 4 juillet 1996 à Dieppe au Nouveau-Brunswick, avec un pied bot. Vers l'âge de quatre mois, elle subit une chirurgie corrective au Centre de santé IWK (en) d'Halifax, pour redresser son pied complètement tourné vers l'intérieur. Cependant, son pied droit est resté moins large que son pied gauche et son mollet droit est plus petit que le gauche. Elle est la fille de Michel Frenette et d'Annie LeBlanc.
Elle pratique plusieurs sports en grandissant. Après avoir accompagné son père dans ses participations à des triathlons et des courses Ironman, elle commence au triathlon elle aussi à l'âge de 16 ans,. Elle participe à son premier demi-Ironman à Calgary le 27 juillet 2014 à l'âge de 18 ans.
Lors des Jeux paralympiques d'été de 2020 tenue en 2021, elle finit en 4e position du paratriathlon dans la catégorie PTS5.
Le 24 novembre 2022, elle décroche la médaille de bronze lors des championnats du monde de paratriathlon 2022 à Abou Dabi (Émirats arabes unis).

## Palmarès

### Triathlon
Le tableau présente les résultats obtenus sur le circuit national et international de paratriathlon depuis 2017.
| Année | Paratriathlon                               | Pays                | Position           | Temps           |
| ----- | ------------------------------------------- | ------------------- | ------------------ | --------------- |
| 2022  | Championnats du monde de paratriathlon PTS5 | Émirats arabes unis | Médaille de bronze | 1 h 8 min 52 s  |
| 2021  | Jeux paralympiques d'été de 2020 PTS5       | Japon               | 4e                 | 1 h 11 min 47 s |
| 2019  | Championnats du monde de paratriathlon PTS5 | Suisse              | 4e                 | 1 h 14 min 44 s |
| 2018  | Championnats du monde de paratriathlon PTS5 | Australie           | 4e                 | 1 h 10 min 52 s |